# 罗伯特·阿尔特
罗伯特·阿尔特（德語：Robert Alt，1927年1月2日—2017年12月4日），瑞士前男子雪车运动员。他曾代表瑞士参加1956年冬季奥林匹克运动会雪车比赛，联同弗朗茨·卡普斯、戈特弗里德·迪纳和海因里希·昂斯特获得男子四人金牌。